# ميونغجونغ ملك جوسون
الملك ميونجونغ (3 يوليو 1534 - 3 أغسطس 1567) ، (حكم من عام 1545 حتى 1567) . الملك الثالث عشر لمملكة جوسون , والابن الثاني للملك جونجونغ , ووالدته هي الملكة مونجيونغ الملكة الثالثة للملك جونجونغ .
أصبح ملكاً في عام 1545 وعمره اثنا عشر عاماً بعد وفاة أخيه غير الشقيق الملك إنجونغ . وبسبب صغر سنه حكمت والدته مملكة جوسون باسمه .

## الفصائل السياسية
عندما وصل ميونجونغ للسلطة كان هناك فصيلان سياسيين (يون الكبير) برئاسة (يون إم) خال الملك إنجونغ و (يون الصغير) برئاسة خالي الملك ميونجونغ (يون ونرو) و (يون وون-هيونغ). (يون إم) والإخوة (يون) كانوا أقارباً وفق معايير ذلك الوقت , حيث كان (والد جد يون إم) الأخ الأكبر (لجدِّ جد الأخوين يون) .
استولى فصيل (يون الكبير) على السلطة عندما خلف الملك إنجونغ والده الملك جونجونغ على مملكة جوسون في 1544 , لكنهم فشلوا في القضاء على معارضيهم بسبب حماية الملكة مونجيونغ للمعارضين و(الأخوين يون) .
بعد وفاة الملك إنجونغ في عام 1545 , تغلب الفصيل الصغير على الكبير واستولوا على البلاط الملكي وأطاحوا الفصيل الكبير بكل وحشية في المذبحة الرابعة عام 1545 حيث تم إعدام (يون إم) والكثير من أتباعه .

## صعود (يون وون-هيونغ)
واصل فصيل (يون الصغير) مهاجمة معارضيه , حيث قام (يون وون-هيونغ) في 1546 بعزل شقيقه الأكبر (يون ونرو) وإعدامه مع أتباعه .
بدون معارضة أي أحد أصبح (يون وون هيونغ) وزيراً للداخلية في 1548 ونائب رئيس الوزراء في 1551 ورئيس الوزراء في نهاية المطاف في 1563 .
على الرغم من حكم (يون وون-هيونغ) العنيف , إلا أن الملكة مونجيونغ كان لها دور مسؤولٌ وفعال , حيث وزعت أراضي النبلاء على العامة . على كل حال ظلت الملكة مونجيونغ تحكم باسم ابنها حتى بعد بلوغه سن الرشد وعمره عشرون عاماً .

## بعد موت الملكة مونجيونغ
بعد وفاة الملكة منجونغ في 1565 , قرر الملك أن يحكم المملكة بنفسه , فأعدم خاله ين وون هيونغ وزوجة خاله الثانية (جيونغ نان-جيونغ) والتي امتلكت نفوذها بسبب علاقتها الوثيقة بالملكة مونجيونغ أخت زوجها .
سمح (يون وون-هيونغ) للفساد بالانتشار في الحكومة , في حين أن الحكومة ذاتها كانت غير مستقرة بسبب غزوات الجورشن واليابانيين , وقوات التمرد التي هددت المملكة ذاتها بقيادة إم ككيوك الذي أعدم في 1552 . ولكن كان على مملكة جوسون أن تحشد جميع قواتها البرية والبحرية للدفاع عن حدودها .

## الموت والوريث
حاول الملك بعد سيطرته الكاملة على الحكومة إصلاحها , بإعادة علماء سارم الذين نفوا في المذبحة للسلطة , ولكنه مات بعد أقل من عامين بدون أي أبناء ذكور .
ابن أخيه , الملك سونجو خلفه على العرش في عام 1567 .

## الأسرة
- الأب : الملك جونجونغ (중종대왕 / 中宗大王).
- الأم : الملكة منجونغ (문정왕후 / 文定王后).
  - الزوجة : الملكة إنسُن (인순왕후 심씨).
    - الأبناء : ولي العهد سُنهوي (순회 세자 - 1551-1563)، الابن الوحيد للملكة إنسُن.

## اسمه الكامل بعد الوفاة
- الملك ميونجونغ جونغهيون هيونيوي سومون جوانغسوك جيونغهيو عظيم كوريا .
- King Myeongjong Gongheon Heoneui Somun Gwangsuk Gyeonghyo the Great of Korea .
- 명종공헌헌의소문광숙경효대왕 .
- 明宗恭憲獻毅昭文光肅敬孝大王 .

## التصوير الحديث
صور الملك ميونجونغ في دراما مسلسل العظيمة جانغ جيوم مرتين (أثناء مرضه بالجدري في حياة أبيه ونجاته , وبعد أن أصبح ملكاً).